# Leskeodon philippinensis
Leskeodon philippinensis är en bladmossart som beskrevs av Brotherus 1918. Leskeodon philippinensis ingår i släktet Leskeodon och familjen Daltoniaceae. Inga underarter finns listade i Catalogue of Life.